# 김두량
김두량 (金斗樑, 1696년 ~1763년) 은 조선의 화가이다. 자는 도경(道卿), 호는 남리(南里)·운천(芸泉), 본관은 경주이다.
인물·풍속·산수에 뛰어났으며, 별제를 지냈다. 특히 용맹스러운 장수를 잘 그렸으며 웅장한 화풍이 특징이다. 작품으로 《추동 전원 행렵 승회도》, 《목우도》, 《월하계류도》, 《흑구도 (혹은 긁는 개)》 등이 있다.

## 그림

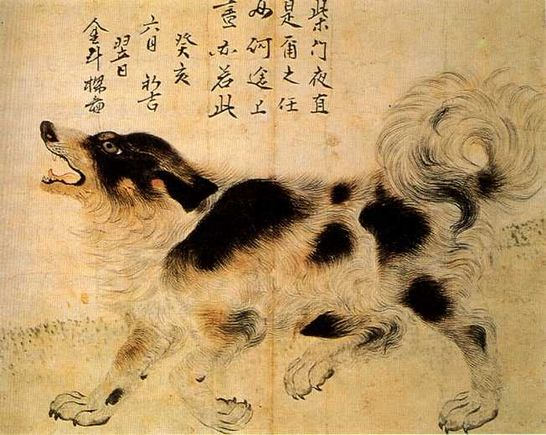
《김두량 필 삽살개》- 부산광역시 유형문화재 제204호
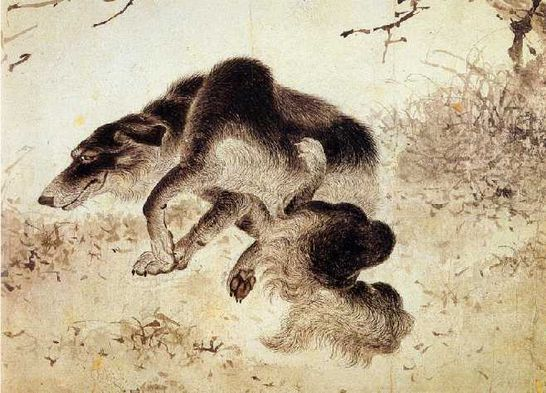
《긁는 개》

## 같이 보기
- 한국화
- 한국의 화가 목록
- 한국의 미술

## 참고 문헌
- 이 문서에는 다음커뮤니케이션(현 카카오)에서 GFDL 또는 CC-SA 라이선스로 배포한 글로벌 세계대백과사전의 내용을 기초로 작성된 글이 포함되어 있습니다.